# Flächenmoment

Querschnittsfläche

Flächenmomente sind Querschnittskennwerte: sie beschreiben, wie die Form der Querschnittsfläche die Eigenschaften länglicher Bauteile beeinflusst.
Anwendung finden die Flächenmomente bis 2. Grades (Flächenträgheitsmoment) insbesondere bei der Festigkeitsberechnung von Bauteilen und Strukturen. Flächenmomente ab dem 1. Grad sind auf eine bestimmte Ausrichtung des Querschnittes bezogen, sie haben demnach in verschiedenen Richtungen verschiedene Werte (d. h. je nachdem, auf welche Achse sie bezogen werden).

## Flächenmomente n-ten Grades (allgemeine Definition)
In den folgenden Kurzbeschreibungen liegt der Balken parallel zur x-Achse des Koordinatensystems und hat die Querschnittsfläche in der y-z-Ebene. Der Balken liegt symmetrisch im Koordinatensystem (genauer: die Hauptträgheitsachsen liegen parallel zu y- und z-Achse).
Das Flächenmoment n-ten Grades hat die folgende allgemeine Form:
{\displaystyle A_{i,j}=\int _{A}y^{i}\;z^{j}\;\mathrm {d} A}         mit       {\displaystyle n=i+j}

## Flächenmoment 0. Grades
Das Flächenmoment 0. Grades entspricht der Querschnittsfläche und hat die Einheit m2:
{\displaystyle A=\int _{A}\mathrm {d} A}

## Flächenmoment 1. Grades
Die Flächenmomente 1. Grades werden auch als statisches Moment bezeichnet und haben die Einheit m3.
Bezogen auf die y-Achse:
{\displaystyle S_{y}=\int _{A}z\;\mathrm {d} A}
Bezogen auf die z-Achse:
{\displaystyle S_{z}=\int _{A}y\;\mathrm {d} A}
Aus diesen Momenten können (bei bekanntem Flächeninhalt {\displaystyle A}) die beiden Koordinaten des Schwerpunktes errechnet werden:
{\displaystyle z_{s}={\frac {S_{y}}{A}};\quad y_{s}={\frac {S_{z}}{A}}}

## Flächenmoment 2. Grades
Die Flächenmomente 2. Grades sind auch unter dem Begriff Flächenträgheitsmoment bekannt und haben die Einheit m4.
Sie geben den Einfluss der Form der Querschnittsfläche eines Balkens auf seine Steifheit an. Aus dem Flächenträgheitsmoment wird auch das Widerstandsmoment abgeleitet, welches den Einfluss der Form der Querschnittsfläche auf die Festigkeit beschreibt.
Flächenmoment 2. Grades bezogen auf die y-Achse:
{\displaystyle I_{y}=\int _{A}z^{2}\;\mathrm {d} A}
Flächenmoment 2. Grades bezogen auf die z-Achse:
{\displaystyle I_{z}=\int _{A}y^{2}\;\mathrm {d} A}
biaxiales Flächenträgheitsmoment:
{\displaystyle I_{yz}=I_{zy}=-\int _{A}yz\ \mathrm {d} A}
polares Flächenträgheitsmoment:
{\displaystyle I_{P}=I_{y}+I_{z}=\int _{A}r^{2}\ \mathrm {d} A}